# Herbert Lom
Herbert Lom (właśc. Herbert Karel Angelo Kuchacevič) (ur. 11 września 1917 w Pradze, wówczas Austro-Węgry, obecnie Czechy, zm. 27 września 2012 w Londynie, Anglia, Wielka Brytania) – aktor brytyjski pochodzenia czeskiego. Jego najbardziej rozpoznawaną rolą jest postać inspektora Charlesa Dreyfussa w cyklu komedii z serii Różowa Pantera (nie zagrał tylko w pierwszej części cyklu z roku 1963). W filmach tych stworzył duet z Peterem Sellersem.
Zmarł we śnie w swoim londyńskim mieszkaniu.

## Wybrana filmografia
- 1937 – Kobieta pod krzyżem (filmowy debiut w Czechosłowacji)
- 1950 – Czarna róża jako Anthemus
- 1955 – Jak zabić starszą panią jako Louis
- 1956 – Wojna i pokój jako Napoleon Bonaparte
- 1957 – Ogień pod pokładem jako kapitan portu
- 1957 – Tygrysy wojny jako Trifon
- 1959 – The Big Fisherman jako Herod Antypas
- 1960 – Spartakus jako Tigranes Levantus
- 1961 – Cyd jako Ben Yussuf
- 1961 – Tajemnicza wyspa jako kapitan Nemo
- 1962 – Upiór w operze jako Upiór / prof. Petrie
- 1962 – Winnetou: Skarb w Srebrnym Jeziorze jako płk. Brinkley
- 1964 – Różowa Pantera: Strzał w ciemności jako inspektor Dreyfuss
- 1965 –  Chata wuja Toma jako Simon Legree
- 1966 – Gambit jako Shahbandar
- 1967 – Karate Killers jako Randolph
- 1969 – Po drugiej stronie słońca jako dr Hassler
- 1970 – Książę Dracula jako prof. Abraham Van Helsing
- 1970 – Znak diabła jako hrabia Cumberland
- 1974 – Dziesięciu małych Indian jako dr Edward Armstrong
- 1975 – Powrót Różowej Pantery jako inspektor Dreyfuss
- 1976 – Różowa Pantera kontratakuje jako inspektor Dreyfuss
- 1978 – Zemsta Różowej Pantery jako inspektor Dreyfuss
- 1980 – Mężczyzna z twarzą Bogarta jako pan Zebra
- 1980 – Gra w klasy jako Yaskov
- 1982 – Ślad Różowej Pantery jako inspektor Dreyfuss
- 1983 – Klątwa Różowej Pantery jako inspektor Dreyfuss
- 1983 – Martwa strefa jako dr Weizak
- 1985 – Kopalnie króla Salomona jako płk Bockner
- 1987 – Wybrzeże Szkieletów jako Elia
- 1988 – Spadaj na drzewo jako MacIntosh
- 1989 – Rzeka śmierci jako płk Ricardo Diaz
- 1993 – Syn Różowej Pantery jako inspektor Dreyfuss
- 2004 – Panna Marple: Morderstwo na plebanii jako prof. Augustin Duffose